# Campeonato Mundial de Patinaje de Velocidad sobre Hielo de 2015
El CIX Campeonato Mundial de Patinaje de Velocidad sobre Hielo se celebró en Calgary (Canadá) del 7 al 8 de marzo de 2015 bajo la organización de la Unión Internacional de Patinaje sobre Hielo (ISU) y la Federación Canadiense de Patinaje sobre Hielo.
Las competiciones se realizaron en el Anillo Olímpico de la ciudad canadiense. 

## Resultados

### Masculino
| Evento                        | Oro                                       | Plata                                     | Bronce                                         |
| ----------------------------- | ----------------------------------------- | ----------------------------------------- | ---------------------------------------------- |
| 500 m (07.03)                 | Denny Morrison · Canadá · 34,98 s         | Denis Yuskov · Rusia · 35,64 s            | Zbigniew Bródka · Polonia · 35,78 s            |
| 1500 m (08.03)                | Denis Yuskov · Rusia · 1:42,92            | Sverre Lunde Pedersen · Noruega · 1:43,99 | Bart Swings · Bélgica · 1:44,18                |
| 5000 m (07.03)                | Sven Kramer · Países Bajos · 6:07,149     | Sverre Lunde Pedersen · Noruega · 6:11,77 | Denis Yuskov · Rusia · 6:13,64                 |
| 10 000 m (08.03)              | Sven Kramer · Países Bajos · 12:56,69     | Alexis Contin Francia 13:04,80            | Bart Swings · Bélgica · 13:06,62               |
| Clasificación general (08.03) | Sven Kramer · Países Bajos · 146,509 pts. | Denis Yuskov · Rusia · 146,934 pts.       | Sverre Lunde Pedersen · Noruega · 147,182 pts. |

### Femenino
| Evento                        | Oro                                                | Plata                                     | Bronce                                  |
| ----------------------------- | -------------------------------------------------- | ----------------------------------------- | --------------------------------------- |
| 500 m (07.03)                 | Heather Richardson Estados Unidos 37,11 s          | Kali Christ · Canadá · 38,67 s            | Ireen Wüst · Países Bajos · 38,73 s     |
| 1500 m (08.03)                | Ida Njåtun · Noruega · 1:52,71                     | Heather Richardson Estados Unidos 1:54,23 | Ireen Wüst · Países Bajos · 1:54,28     |
| 3000 m (07.03)                | Martina Sáblíková · República Checa · 3:55,10      | Ireen Wüst · Países Bajos · 4:00,34       | Linda de Vries · Países Bajos · 4:02,41 |
| 5000 m (08.03)                | Martina Sáblíková · República Checa · 6:51,21      | Linda de Vries · Países Bajos · 7:03,43   | Ireen Wüst · Países Bajos · 7:03,99     |
| Clasificación general (08.03) | Martina Sáblíková · República Checa · 157,717 pts. | Ireen Wüst · Países Bajos · 159,278 pts.  | Ida Njåtun · Noruega · 159,795 pts.     |

## Medallero
- Solo se otorgan medallas en la clasificación general.

| Núm. | País            | Oro | Plata | Bronce | Total |
| ---- | --------------- | --- | ----- | ------ | ----- |
| 1    | Países Bajos    | 1   | 1     | 0      | 2     |
| 2    | República Checa | 1   | 0     | 0      | 1     |
| 3    | Rusia           | 0   | 1     | 0      | 1     |
| 4    | Noruega         | 0   | 0     | 2      | 2     |
|      | TOTAL           | 2   | 2     | 2      | 6     |